# Lapoblación
Lapoblación és un municipi de Navarra, a la comarca d'Estella Occidental, dins la merindad d'Estella. És el municipi més sud-occidental de Navarra, limita amb Marañón, Aguilar de Codés i Bernedo i Kripan (Àlaba). Es divideix en dos concejos:
| Entitat de Població | Pob. (2006) |
| ------------------- | ----------- |
| Lapoblación         | 40          |
| Meano               | 120         |

## Demografia
| Evolució demogràfica                                   | Evolució demogràfica | Evolució demogràfica | Evolució demogràfica | Evolució demogràfica | Evolució demogràfica | Evolució demogràfica | Evolució demogràfica | Evolució demogràfica | Evolució demogràfica | Evolució demogràfica |
| 1996                                                   | 1998                 | 1999                 | 2000                 | 2001                 | 2002                 | 2003                 | 2004                 | 2005                 | 2006                 | 2007                 |
| ------------------------------------------------------ | -------------------- | -------------------- | -------------------- | -------------------- | -------------------- | -------------------- | -------------------- | -------------------- | -------------------- | -------------------- |
| 183                                                    | 176                  | 187                  | 195                  | 201                  | 196                  | 178                  | 174                  | 163                  | 160                  | 159                  |
| Fonts: Lapoblación i Institut d'Estadística de Navarra |                      |                      |                      |                      |                      |                      |                      |                      |                      |                      |